# Christian Frank (Heimatforscher)

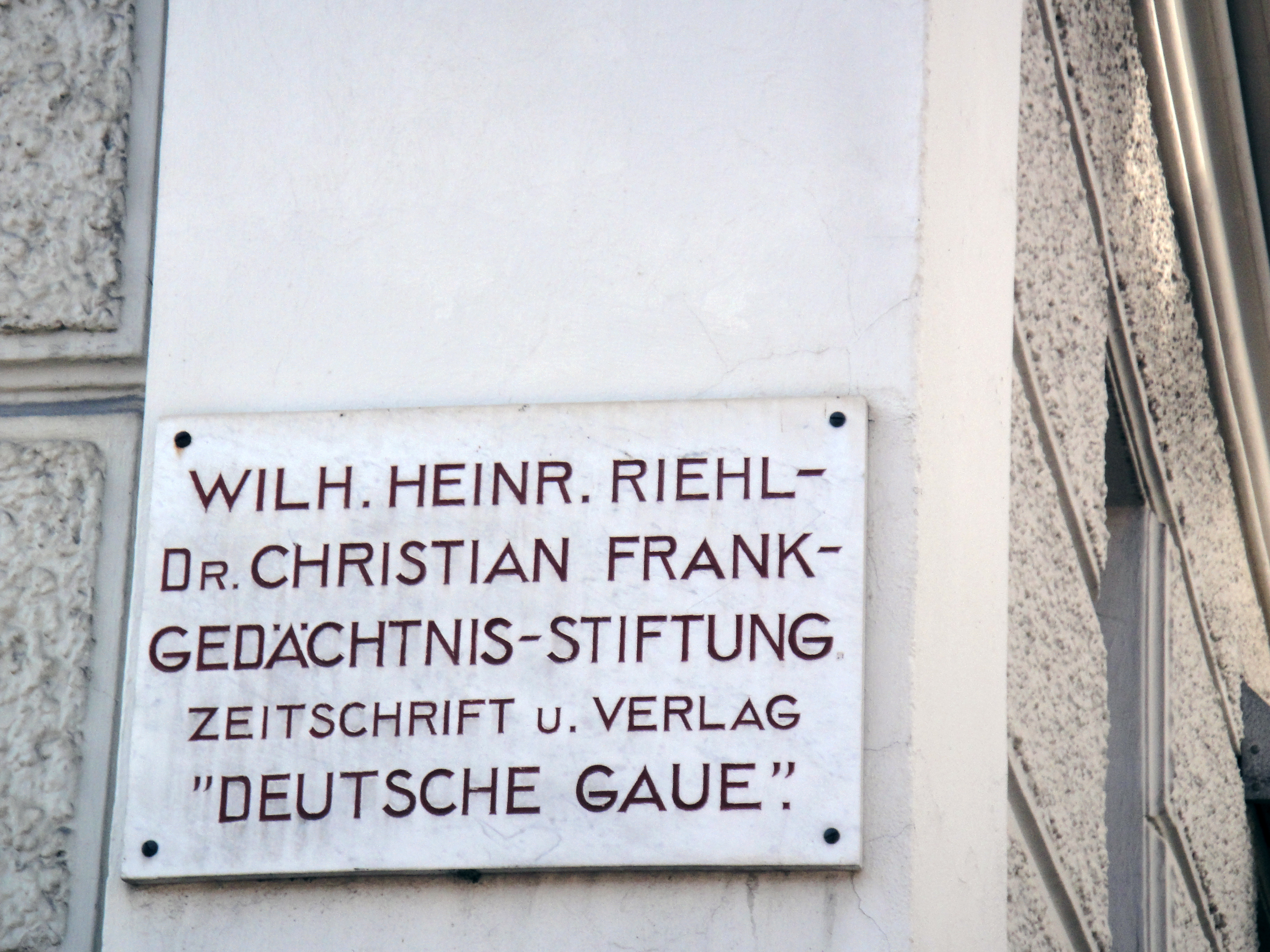
Tafel am ehemaligen Sitz der „Wilhelm Heinrich Riehl-Dr. Christian Frank-Gedächtnis-Stiftung“ Kemptener Straße 18, Kaufbeuren

Christian Frank (* 26. Mai 1867 in Günzburg; † 8. Juli 1942 in Kaufbeuren) war ein deutscher Priester, Heimatforscher, Herausgeber, aber auch Vordenker völkischen Gedankenguts.

## Biografie
Christian Frank wurde in Günzburg, Am Stadtberg als Sohn des Glasermeisters Franz Frank und dessen Ehefrau Franziska, geb. Nusser, geboren. Nach der Volksschule trat Frank an das Günzburger Progymnasium, dann an die Königliche Studienanstalt in Neuburg an der Donau über, die er am 1. August 1886 absolvierte. Bis 1889 studierte er katholische Theologie in Dillingen an der Donau. Dann wechselte er für zwei Jahre nach München, wo er neben dem Theologiestudium bei Wilhelm Heinrich Riehl kulturgeschichtliche, volkskundliche und historische Vorlesungen belegte.
Am 25. Juli 1891 wurde Frank in München zum Priester geweiht. Seine erste Dienststelle als Kaplan trat er im September 1891 in Kettershausen an. 1893 bis 1894 war er als Pfarrvikar für ein knappes Jahr in Niederraunau bei Krumbach tätig, ehe er 1894 die Stelle des Hausgeistlichen an der Heil- und Pflegeanstalt Kaufbeuren mit dem Zweigkrankenhaus Irsee übernahm, die er bis zu seinem Tod im Jahr 1942 innehatte. Er starb an den Folgen einer Lungentuberkulose. Christian Frank wurde in Günzburg beigesetzt.

## Wirken
Frank gehörte zu den herausragenden Wegbereitern der Heimatbewegung im 19. Jahrhundert. 1899 gründete er in Kaufbeuren den zweiten bayerischen Verein zur Förderung der Heimatkunde („Verein Heimat“), der schnell wuchs und über die heimat- und volkskundlichen Interessen auch über die Grenzen des Allgäu hinaus förderte. Seine ebenfalls 1899 gegründete Zeitschrift „Deutsche Gaue“ hatte bald über 5000 Abonnenten. Im Laufe seines Lebens gab Frank selbst 39 Jahrgänge und 136 Sonderhefte heraus, in denen er in erster Linie seine eigenen Forschungen, besonders zu Themen der Frühgeschichte, Römerstraßen, Keltenwälle, Viereckschanzen, Hochäcker, fränkischen Reichskirchen und Reichshöfen, veröffentlichte. Ab 1901 war er auch als Kustos des Stadtmuseums Kaufbeuren tätig.
Der Nachlass von Christian Frank wird von der „Wilhelm Heinrich Riehl-Dr. Christian Frank-Gedächtnis-Stiftung“ verwaltet, die 1944 von Meinrad Weikmann zur „Förderung der Heimatforschung im Sinne des Lebenswerkes von Dr. Christian Frank“ gestiftet wurde und heute in München bei der Generaldirektion der Staatlichen Archive Bayerns ansässig ist.

## Auszeichnungen
Am 23. Dezember 1925 wurde Christian Frank zum Ehrenbürger der Stadt Kaufbeuren ernannt.
1926 verlieh ihm die Universität Würzburg die Ehrendoktorwürde. Frank war Träger der Prinzregent-Luitpold-Medaille und wurde für Verdienste um die Heimat während des Ersten Weltkrieges mit dem König Ludwig-Kreuz und dem Preußischen Verdienstkreuz geehrt.

## Rezeption als Vordenker des Nationalsozialismus und der Euthanasie
Quellen über die NS-Zeit in Kaufbeuren, die bei Recherchen im Rahmen der Doktorarbeit von Martina Steber ans Licht gekommen sind, zeigten nach Aussagen der Historikerin, „dass Frank als ‚zweifelsfreier Nationalsozialist‘ galt und als Vordenker der Euthanasie verstanden werden muss“. Die Historikerin beruft sich dabei in erster Linie auf die von Frank verfassten Vorworte der von ihm herausgegebenen Zeitschrift „Deutsche Gaue“.

„Sein Denken radikalisierte sich seit der Jahrhundertwende zunehmend und integrierte schließlich biologistische, rassenhygienische und rassenanthropologische Denkmuster. Franks Antiliberalismus und Antisozialismus ließen ihn klar Stellung gegen die Weimarer Republik beziehen und die nationalsozialistische Machtübernahme freudig begrüßen.“

Nach weiteren Recherchen beschloss der Kaufbeurer Stadtrat im Mai 2015 einstimmig, die „Kurat-Frank-Straße“ umzubenennen. Sie heißt nun Heilig-Kreuz-Straße.